# Esdras-Nehemías
Esdras-Nehemías o Ezra-Nehemías (en hebreo, עזרא נחמיה, ‘Ezrā-Nəḥemyāh) es un libro en la Biblia hebrea que se encuentra en la sección de Ketuvim, originalmente con el título hebreo de Ezra (en hebreo: עזרא, ‘Ezrā ). El libro cubre el período desde la caída de Babilonia en el 539 a. C. hasta la segunda mitad del siglo V a. C., y habla de las sucesivas misiones a Jerusalén de Zorobabel, Esdras y Nehemías, y sus esfuerzos por restaurar la adoración al Dios de Israel y para crear una comunidad judía purificada.

## División en Esdras y Nehemías
El libro hebreo único «Ezra-Nehemías», con el título «Ezra», fue traducido al griego a mediados del siglo II a. C. Un poco más tarde se realizó una segunda traducción griega muy diferente, en forma de 1 Esdras. En la Septuaginta, los libros de 1 Esdras y la traducción más antigua de Ezra-Nehemías fueron nombrados como Esdras A y Esdras B, respectivamente. El antiguo erudito cristiano Orígenes comentó que el «libro de Ezra» en hebreo podría considerarse un libro «doble». Jerónimo, escribiendo a principios del siglo V, señaló que esta duplicación había sido adoptada por cristianos griegos y latinos. Jerónimo mismo rechazó la duplicación en su traducción de la Biblia del hebreo al latín (Vulgata); y, en consecuencia, todos los primeros manuscritos de Vulgata presentan a Ezra-Nehemías como un solo libro, como también lo hace el comentario de Beda en el siglo VIII, y en las biblias de Alcuino de York y Teodulfo de Orleans en el siglo IX. Sin embargo, desde el siglo IX en adelante, se encuentran biblias latinas que separan por primera vez las secciones de Esdras y Nehemías de Esdras-Nehemías como dos libros distintos; y esto se convierte en estándar en las Biblias de París del siglo XIII. No fue hasta 1516-17, en la primera Biblia Rabínica (Mikraot Gedolot) impresa por Daniel Bomberg, que la separación se fue introduciendo generalmente en las Biblias hebreas.

## Resumen y estructura
La narración es muy esquemática, cada etapa de la restauración sigue el mismo patrón: Dios «agita» al rey persa, el rey encarga a un líder judío que emprenda una tarea, el líder vence a la oposición y triunfa, y el éxito está marcado por una gran asamblea.
Esdras-Nehemías se compone de tres historias: (1) el relato del retorno inicial y la reconstrucción del Templo (Esdras 1-6); (2) la historia de la misión de Ezra (Ezra 7–10 y Nehemías 8); (3) y la historia de Nehemías, interrumpida por una colección de listas misceláneas y parte de la historia de Ezra.

### Esdras 1-6
Dios mueve el corazón de Ciro el Grande para encargar a Sheshbazzar (su otro nombre es Zorobabel) «el príncipe de Judá», la reconstrucción del Templo; 40,000 exiliados regresan a Jerusalén liderados por Zorobabel y Josué, el sumo sacerdote. Allí vencieron a la oposición de sus enemigos para reconstruir el altar y sentar las bases del Templo. Los samaritanos, que son sus enemigos, los obligan a suspender el trabajo, pero en el reinado de Darío se redescubre el decreto de Ciro, se completa el Templo y la gente celebra la fiesta de la Pascua.

### Esdras 7-10
Dios mueve al rey Artajerjes para comisionar al sacerdote–escriba Ezra para que regrese a Jerusalén y enseñe las leyes de Dios a cualquiera que no las conozca. Ezra dirige un gran cuerpo de exiliados de regreso a la ciudad santa, donde descubre que los hombres judíos se han casado con mujeres no judías. Se desgarra la ropa con desesperación y confiesa los pecados de Israel ante Dios, luego desafía la oposición de algunos de sus propios compatriotas para purificar a la comunidad disolviendo los matrimonios pecaminosos.

### Nehemías 1-6
Nehemías, copero del rey Artajerjes, es informado de que Jerusalén permanece sin muros. Ora a Dios, recordando los pecados de Israel y la promesa de restauración de Dios en la tierra. Artajerjes le encarga que regrese a Jerusalén como gobernador, donde desafía a la oposición de los enemigos de Judá por todos lados: samaritanos, amonitas, árabes y filisteos, para reconstruir los muros. Hace cumplir la cancelación de deudas entre los judíos y gobierna con justicia y rectitud.

### Nehemías 9
Se descubre la lista de los que regresaron con Zorobabel. Esdras lee la ley de Moisés al pueblo y el pueblo celebra la fiesta de los Tabernáculos durante siete días; el día 8 se reúnen de cilicio y penitencia para recordar los pecados pasados que llevaron a la destrucción de Jerusalén y la esclavitud de los judíos, y hacen un pacto para guardar la ley y separarse de todos los demás pueblos.

### Nehemías 11-13
Nehemías toma medidas para repoblar la ciudad y regresa a Susa después de 12 años en Jerusalén. Después de un tiempo en Susa, regresa, solo para descubrir que la gente ha roto el pacto. Él hace cumplir el pacto y reza a Dios por su favor.

## Antecedentes históricos
A principios del siglo VI a. C., Judá se rebeló contra Babilonia y fue destruida (586 a. C.). La élite de los judíos, la corte real y los sacerdotes, los profetas y los escribas fueron llevados cautivos en Babilonia. Allí, los exiliados atribuyeron su destino a la desobediencia a Dios y esperaban un futuro en el que un pueblo penitente y purificado pudiera regresar a Jerusalén y reconstruir el Templo. (Estas ideas se expresan en los profetas Jeremías [aunque no fue exiliado a Babilonia], Isaías y, especialmente, Ezequiel). El mismo período vio el rápido ascenso de Persia, anteriormente un reino sin importancia en el actual sur de Irán, y en 539 a. C. Ciro el Grande, el gobernante persa, conquistó Babilonia.
| Rey de Persia                 | Eventos en la región | Correlación con Ezra-Nehemías |
| ----------------------------- | --- | --- |
| Ciro (550–530 a. C.)          | Caída de Babilonia, 539 a. C. | Edicto de Ciro: directiva a los judíos para reconstruir el templo; primer regreso de exiliados a Jerusalén (538 a. C.); altar restaurado y cimientos del templo puestos. |
| Cambises II (530–522 a. C.)   | Conquista de Egipto, 525 a. C. | El trabajo en el templo se detuvo debido a las conspiraciones de los samaritanos. |
| Darío I (522–486 a. C.)       | Asegura el trono en 520–519 a. C. después de luchar contra varios rivales.                                                                                          | Edicto de Ciro redescubierto: Templo reconstruido, sexto año de Darío (515 a. C.). En el libro de Daniel, Darío tiene el antiguo título de Darío I (rey de los caldeos = babilonios), mientras que Koresh (Ciro) tiene el título nuevo de Jerjes (rey de los persas). |
| Jerjes (486–465 a. C.)        | Intento fallido de conquistar Grecia, comienzo de la lucha con los griegos por el control del Mediterráneo oriental.                                                | Directiva (fecha alternativa) de Koresh a los judíos para reconstruir el Templo; primer regreso de los exiliados a Jerusalén, altar restaurado y cimientos del templo establecidos. |
| Artajerjes I (465–424 a. C.)  | Supresión exitosa de la revuelta apoyada por los griegos en Egipto (460–456 a. C.); revuelta de Megabizo, gobernador del territorio que incluía a Judá (449 a. C.). | Período más ampliamente aceptado para la llegada de Ezra en el «séptimo año de Artajerjes»; segundo regreso de los exiliados a Jerusalén (458 a. C. si el rey es Artajerjes I, o 428 a. C. si el año se lee como su trigésimo séptimo en lugar de su séptimo). El trabajo (fecha alternativa) en el Templo se detuvo debido a las conspiraciones de los samaritanos; misión de Nehemías (445–433 a. C.). |
| Darío II (423–404 a. C.)      | | Edicto (fecha alternativa) para reconstruir el Templo redescubierto: Templo reconstruido, sexto año de Darío. |
| Artajerjes II (404–358 a. C.) | Egipto recupera su independencia, 401 a. C. | Período (fecha alternativa) para la llegada de Ezra y el segundo regreso de los exiliados a Jerusalén (398 a. C., si el rey es Artajerjes II). |
| Artajerjes III (358–338)      | Egipto reconquistado | En su Historia Scholastica, Petrus Comestor identificó a Artajerjes III como el rey Asuero en el libro de Ester (Ester 1:1, 10:1-2). |
| Darío III (336–330)           | Persia conquistada por Alejandro Magno | |

## Temas
El Mercer Bible Dictionary señala tres temas teológicos notables en Esdras y Nehemías: el uso de Dios de gobernantes extranjeros por el bien de Israel; la oposición a Israel por parte de vecinos extranjeros; y la necesidad de separar a Israel de los vecinos extranjeros para preservar la pureza del pueblo de Dios. En la segunda mitad de Nehemías, el énfasis cambia al papel conjunto de Esdras y Nehemías en instruir a las personas en la Ley y en la dedicación del muro, estas dos actividades juntas forman la reconstitución de la vida judía en Jerusalén; Dillard y Longman describen esto como el momento en que «toda la ciudad se convierte en tierra santa».

## Historia textual

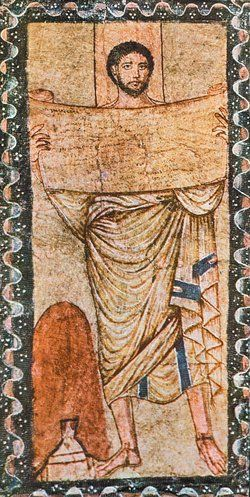
Ezra leyendo la Ley (Dura-Europos, mediados del).

El texto masorético de Ezra-Nehemías está compuesto en gran parte en hebreo bíblico tardío, con secciones significativas en «lengua aramea oficial»; hay reflejos ocasionales del vocabulario persa antiguo, pero poca influencia significativa del griego.
El Ezra-Nehemías hebreo fue traducido al griego a mediados del siglo II a. C. La representación griega y romana del nombre de Ezra es Esdras, y hay dos versiones del Ezra–Nehemiah griego, «Esdras alfa» (Ἔσδρας Αʹ) y «Esdras beta» (Ἔσδρας Βʹ). «Esdras beta», que todavía se usa en las iglesias de las tradiciones cristianas ortodoxas y de habla griega, está cerca de la versión hebrea estándar, pero «Esdras alfa» (o 1 Esdras) es muy diferente: reproduce solo el material que pertenece a Ezra e ignora a Nehemías; al tiempo que incluye material adicional en forma de «Cuento de los Tres Guardias» (1 Esdras 3:4-4:4). Cuando los autores cristianos primitivos citan el «Libro de Ezra», siempre se refieren a «Esdras alfa». «Esdras» beta (Ezra-Nehemiah) complementó a «Esdras alfa» en las Biblias cristianas desde el siglo IV en adelante, pero rara vez parece haber sido leídos como escritura, y solo las secciones de Nehemías son citadas en textos patrísticos. El primer comentario cristiano sobre Ezra-Nehemías es el de Beda, a principios del siglo VIII.
El hecho de que Ezra-Nehemías fuera traducido al griego a mediados del siglo II a. C. sugiere que este fue el momento en el que había llegado a considerarse como Escritura. Fue tratado como un solo libro en los manuscritos antiguos en hebreo, griego y latín. Jerónimo rechazó la duplicación de las traducciones de Ezra en su traducción de la Vulgata latina, que no tradujo Esdras alfa. En manuscritos medievales posteriores de la Vulgata, especialmente en las Biblias de París del siglo XIII en adelante, el libro único de Ezra (correspondiente a Ezra-Nehemías) se divide cada vez más en dos, de modo que la tradición de los dos libros se fijó en la iglesia occidental. Las biblias judías continuaron tratando a ambos libros como una sola obra, con el título «Esdras», hasta el siglo XV; pero las biblias hebreas modernas todavía imprimen las notas masoréticas al final de Nehemías que enumeran el versículo medio como Nehemías 3:32, lo que indica la idea una obra completa de Ezra-Nehemías sigue presente. (Para confundir aún más el asunto hay otras obras muy distintas con el nombre de Esdras, que tratan en gran medida de visiones y profecías).

## Composición
En el siglo XIX y durante gran parte del XX, se creía que Crónicas y Ezra-Nehemías provenían del mismo autor o círculo de autores (similar a la visión tradicional que sostenía que Ezra era el autor de los tres), pero la opinión habitual entre los estudiosos modernos es que las diferencias entre Crónicas y Ezra-Nehemías son mayores que sus similitudes, y que Ezra-Nehemías en sí tiene una larga historia de composición de muchas fuentes, desde principios del siglo IV a. C. hasta el período helenístico.

### Ezra-Nehemías y Crónicas
La opinión aceptada a lo largo del siglo XIX y durante gran parte del siglo XX fue que Crónicas y Ezra-Nehemías fueron escritas como una sola «Historia del Cronista» por un «Cronista» anónimo. Este consenso fue cuestionado a fines de la década de 1960 en un importante artículo de Sara Japhet, y hoy en día tres posiciones dominan la discusión: primero, una afirmación de que la «Historia del Cronista» existió e incluyó todo o parte de Ezra-Nehemías; segundo, una negación de que Crónicas y Ezra-Nehemías estuvieran juntos alguna vez; y tercero, la sugerencia de que los dos eran del mismo autor pero escritos en diferentes momentos y emitidos como trabajos separados. De las tres, generalmente se acepta que Ezra-Nehemías forma una obra unificada separada de Crónicas: la mayoría de estudiosos concuerdan en esto, incluyendo H. G. M. Williamson, Sara Japhet y Gary Knoppers.

### Historia de la composición
H. G. M. Williamson (1987) señala tres etapas básicas en la composición de Ezra-Nehemías: (1) composición de varias listas y documentos persas, que él acepta como auténticos y, por lo tanto, las primeras partes del libro; (2) composición de las «memorias de Ezra» y las «memorias de Nehemías», alrededor del año 400 a. C.; y (3) composición de Ezra 1–6 (la historia de Zorobabel) como la introducción final del editor a los textos combinados anteriores, alrededor del 300 a. C.
Más recientemente, Juha Pakkala (2004) ha llevado a cabo un extenso análisis de las capas en Ezra. Él analiza que las narraciones de la reconstrucción del Templo (Esdras 5:1–6:15) y el núcleo de las «memorias de Ezra» (Esdras 7–10/Nehemías 8) se desarrollan por separado hasta que son combinados un editor quien quería mostrar cómo el Templo y la Torá fueron reintroducidos en Judá después del exilio. Este editor también agregó Esdras 1–5. El texto combinado fue desarrollado luego por círculos sacerdotales que enfatizaron el Templo sobre la Torá, transformaron a Esdras de escriba a sacerdote y enfatizaron la primacía de los retornados babilonios sobre aquellos que habían permanecido en la tierra, una distinción que no había aparecido en el material original de Ezra original. Aún más tarde, los editores levíticos combinaron Ezra y Nehemías para producir la forma final del libro, reintroduciendo el interés en la Torá y enfatizando la primacía de los levitas.
Jacob Wright (2004) ha llevado a cabo un trabajo similar en Nehemías. Según su estudio, la «memoria original de Nehemías» era un relato de la reconstrucción de las murallas de la ciudad. Luego se agregaron capas sucesivas a esto, convirtiendo el informe de la reconstrucción en un registro de la restauración de Judá y representando a Nehemías como un gobernador persa que reforma la comunidad de Israel. Finalmente, después de que Ezra surgió a través de la combinación de Esdras 1–6 con Esdras 7–10, se agregaron los relatos de la repoblación y dedicación de la ciudad y la fricción entre el Templo y la Torá para producir el libro final de Nehemías.
Además, el tema principal del análisis de Wright es, por supuesto, la literatura del texto. El argumento surge cuando Nehemías se da cuenta de que los judíos estaban casándose con personas externas a la tierra de Israel (exogamia), cuyos hijos hablaban el mismo idioma. Aunque esto ocurrió durante los 52 días de la construcción del muro, no estamos seguros de cómo notó el problema. La falta de claridad en el texto (según Wright) es que dado que Ezra ya había prohibido a los hombres de Judá casarse con nadie fuera de su tierra (Esdras 10), entonces ¿por qué Nehemías se da cuenta de eso trece años después? Según Wright, el problema en Esdras 9-10 se encuentra en Nehemías 13:24, donde dice que la mitad de los niños hablaban otro idioma y no sabían el idioma de Judá («no sabían hablar judaico»). Si bien el tema en el texto dice que no le preocupa la supervivencia del idioma judío, Nehemías no puede respaldar el matrimonio exogámico. Después de castigar a los hombres, es cuando los hace prestar juramento, pero el argumento de Wright es que si Nehemías realmente compuso ese texto (en el que al parecer no conocía el pasaje de Deuteronomio 23:3) entonces ¿por qué redacta un juramento que no coincide con el tema que estaba en el verso anterior?
Lester Grabbe (2003), basándose en varios factores que incluyen el tipo de arameo utilizado en las secciones más tempranas y el desconocimiento de Ezra-Nehemías como un solo libro exhibido por otros escritores helenísticos judíos, sugiere que los dos textos se combinaron (con alguna edición final) en el período ptolemaico, c. 300–200 a. C.

## Cuestiones

### Orden cronológico de Esdras y Nehemías
El orden de las dos figuras, Ezra y Nehemías, es quizás el tema más debatido con respecto al libro. Esdras 7:8 señala que Ezra llegó a Jerusalén en el séptimo año del rey Artajerjes, mientras que Nehemías 2:1–9 señala que Nehemías llegó el vigésimo año de Artajerjes. Si se trataba de Artajerjes I (465–424 a. C.), Ezra llegó en 458 a. C. y Nehemías en 445 a. C. Nehemías 8–9, en el que los dos (posiblemente por error editorial) aparecen juntos, respalda este escenario.
Sin embargo, en 1890, se propuso que el Artajerjes mencionado por Ezra era Artajerjes II (404–358 a. C.), y que la secuencia debería revertirse, con Nehemías llegando a 445 a. C. y Ezra en 398 a. C. El argumento tiene alguna evidencia persuasiva; por ejemplo: la misión de Nehemías es reconstruir los muros de Jerusalén, y Esdras 9:9 señala que Ezra encontró los muros en su lugar cuando llegó, y mientras Nehemías enumera a los retornados que regresaron con Zorobabel, parece no saber nada acerca de los 5,000 o de quienes acompañaron a Ezra. Sin embargo, existen contraargumentos para cada uno de estos y otros argumentos, y la fecha 398 a. C. no ha reemplazado a la tradicional. La propuesta de que la referencia al «séptimo año» de Artajerjes (Esdras 7:7-8) debe leerse como «trigésimo séptimo año», fechando el regreso de Ezra en 428 a. C., no ha recibido apoyo.

### Expulsión de los gentiles en Ezra-Nehemías

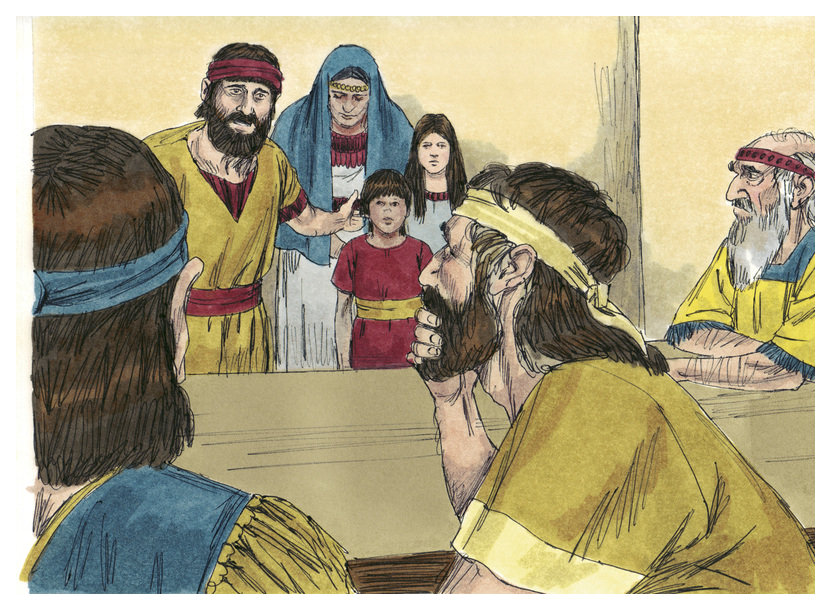
Discusión del tema de los matrimonios mixtos. Ilustración del libro de Esdras-Nehemías de Jim Padgett.

Hayes, en su artículo sobre la impureza en la antigua sociedad judía, afirma que comúnmente se malinterpreta que la expulsión de las esposas gentiles fue el resultado del excepcionalismo y nacionalismo judaico. Hayes señala que la teoría no es correcta argumentando que la causa raíz es en gran medida una creencia fundamental y básica que se encuentra dentro de las leyes religiosas de los judíos. Ezra, explica Hayes, imaginó a Israel como divinamente ordenado para permanecer puro y santo, apartado y sin la influencia de otras naciones en Canaán, tal como Dios ordenó a la división sacerdotal que practicara la exclusividad matrimonial.
En reacción a sus contemporáneos, como Hayes y Klawans, quienes sostienen que la ideología de pureza de Ezra-Nehemías es un producto de la pureza conservadora «ritual» y «moral», independientemente; Olyan afirma que el mandato de expulsión de extranjeros de Ezra-Nehemías fue el resultado de una ideología combinada tomada de las dos ideas aparentemente independientes de pureza «moral» y «ritual» y sigue siendo exclusiva de la narrativa particular de Ezra-Nehemías. La pureza moral tiene implicaciones familiares, que la falta de ellas pueden causar interrupciones en la cohesión de la unidad familiar. Se temía que la transgresión de la estructura moral israelita causara violaciones de los mandamientos, ordenados por Dios, que deben seguirse para mantener la identidad étnica. La influencia de las mujeres y la cultura gentiles sobre los varones y el futuro israelitas, a través de los ojos de los antiguos sacerdotes de Judá, podría convertir a los adoradores de YHWH hacia deidades extranjeras y al hedonismo. La pureza ritual enfatiza la importancia de mantener las prácticas sagradas dictadas por los venerados predecesores y las Sagradas Escrituras. Olyan cree que la expulsión de Ezra de los gentiles también podría estar relacionada con la idea de que el linaje externo contaminaría inicialmente el linaje sacerdotal, actuando como un aparato para destruir la práctica ritual «correcta».
Otro erudito, Paul Heger, adopta una postura diferente sobre la expulsión de los gentiles en Ezra-Nehemías. Según Heger, el motivo de Ezra para expulsar a las mujeres gentiles y su descendencia fue porque en ese momento los líderes creían que la identidad de los israelitas no dependía del origen étnico de sus madres, sino que dependía de la semilla de sus padres. El motivo detrás de prohibir los matrimonios mixtos con todas las mujeres gentiles se debió al peligro de asimilación resultante de la influencia de la interacción social con las naciones vecinas. La expulsión de las mujeres extranjeras y sus descendientes fue dirigida a preservar la pureza de la «simiente sagrada» israelita. Por lo tanto, Ezra no introdujo la idea de identidad matrilineal.
Katherine Southwood enfatiza que Ezra y Nehemías son similares en sus puntos de vista sobre los matrimonios mixtos, ya que tanto Ezra como Nehemías aluden al texto de Deuteronomio en sus narraciones, y creen que los matrimonios mixtos son un tipo de transgresión. Hay otros matices similares que llevan a algunos académicos a creer que provienen de una fuente similar. Sin embargo, también hay diferencias en las dos fuentes que no deben olvidarse. En primer lugar, el debate sobre los matrimonios mixtos es entre diferentes clases de personas, cada una de las cuales trata de reservar su sentido de origen étnico. Ezra argumenta que el matrimonio con judíos no exiliados es una transgresión, y Nehemías enfatiza que el matrimonio con no judíos es un pecado. Aunque este libro señala grupos específicos, el libro de Ezra prohíbe toda exogamia.
De acuerdo con Christine Hayes, Ezra está preocupado por la profanación de la simiente santa ya que cree que Dios ha elegido a su pueblo como santo. Dado que cualquiera que no esté dentro del grupo elegido se considera no santo, sería pecaminoso casarse y reproducirse con ellos, según Ezra. Los estudiosos también creen que había más razones políticas detrás de la protesta de Nehemías contra los matrimonios mixtos, y Ezra tenía una variedad de razones diferentes. En cualquier caso, estos dos puntos de vista sobre los matrimonios mixtos con grupos exógamos tienen diferencias, pero en última instancia, cada uno está tratando de promover y proteger el origen étnico de su propio grupo.
Southwood continúa discutiendo que tanto Ezra como Nehemías muestran una «conciencia de etnicidad», aunque se enfoca principalmente en el caso de Nehemías y la importancia de la relación entre etnicidad e idioma. En Nehemías específicamente, las mujeres con quienes los judíos se estaban se identifican específicamente como provenientes «de Asdod, amonitas, y moabitas» (Nehemías 13:23). Luego se expresa la preocupación de que los asdoditas estaban relacionados con la declaración de indignación de Nehemías cuando dice que «la mitad de sus hijos hablaban la lengua de Asdod, porque no sabían hablar judaico» (Nehemías 13:24).
Existe cierto debate sobre cuán diferente era el idioma de Asdod del hebreo. Sin embargo, si los idiomas fueran similares, según Southwood, el problema en juego sería la pureza del idioma. Si este fuera un idioma completamente diferente, la pureza del idioma seguiría siendo una preocupación, pero sumada a la amenaza de la extinción del idioma hebreo. En cualquier caso, la identidad religiosa y étnica que se encapsula con el idioma hebreo se estaba poniendo en juego. Southwood hace que el punto de que la objeción de Nehemías a los matrimonios con mujeres extranjeras, especialmente aquellos mencionados anteriormente, se relaciona con el lenguaje es el símbolo de etnicidad; por lo tanto, no es el lenguaje en sí mismo el problema, sino que la preservación del lenguaje es un «síntoma de una preocupación más profunda por proteger la identidad étnica». Por lo tanto, Southwood sostiene que tanto Ezra como Nehemías están preocupados por la legitimidad de sus grupos en relación con la experiencia del exilio, aunque la preocupación de Nehemías enfatiza específicamente el lenguaje como un medio potencial por el cual la etnicidad parecía ser definida.
Southwood señala algunos puntos en su artículo sobre cómo los términos «raza», «etnia» y «nacionalismo» pueden usarse en las traducciones de Esdras 9-10. Ella señala que hay múltiples problemas no solo dentro del texto sino también en el trabajo de los académicos. Aunque es evidente que los términos «etnia» y «raza» tienen similitudes, uno es solo un término secundario de otro. Sin embargo, esto no hace que el texto se traduzca fácilmente y hace que la expresión de esos términos no sea «apropiada» en ningún nivel. Ella argumenta que el texto se centra en la distinción entre la «gente de la tierra» y la «semilla sagrada», más que en la diferencia física (como el color de la piel y el cabello) que, en cualquier caso, no difieren realmente entre estas dos poblaciones. Por lo tanto, el término «etnicidad» puede ser mejor en relación con la gente en general, pero en relación con los matrimonios mixtos, Southwood siente que «nacionalismo» y "«etnicidad» hacen justicia. Ella afirma que el término «raza» no es necesario y se usa de manera negativa.
Al igual que Southwood, Hayes también habla de la «semilla sagrada». Según Hayes, Ezra y Nehemías parecen promover la prohibición de los matrimonios mixtos con todos los gentiles. Según Hayes, Ezra no sostiene una ideología racial que se ocupa de la pureza de la sangre, sino más bien una noción religiosa de Israel como una «semilla santa». Con los matrimonios mixtos, la simiente santa de Israel se mezcla con la simiente profana. En otras palabras, los matrimonios mixtos violan la simiente sagrada de Abraham e Israel.

### Sesbasar y Zorobabel
Ezra comienza con Ciro confiando los vasos del Templo a Sesbasar, «príncipe de Judá»; esta figura aparentemente importante desaparece casi por completo de la historia, y Zorobabel se presenta abruptamente como la figura principal. Ambos son llamados gobernadores de Judá y ambos son acreditados con el establecimiento de los cimientos del Templo. Se han propuesto varias explicaciones, que incluyen: (1) las dos son la misma persona; (2) Sesbasar era en realidad Senazar, tío de Zorobabel (mencionado en Crónicas); (3) Sesbasar comenzó el trabajo y Zorobabel lo terminó.

### El «libro de la Ley de Moisés» leído por Ezra
La misión de Ezra según Nehemías 8 era aplicar «la ley de Moisés» en Jerusalén, lo que hace leyendo un «libro de la ley de Moisés» (un «rollo» en hebreo) en una sesión pública maratónica; la pregunta es: ¿Qué era este libro de la Ley? Algunos estudiosos han sugerido que era alguna forma de Deuteronomio, ya que las leyes de Ezra están muy sesgadas hacia ese libro; otros han propuesto que era la «Escritura sacerdotal», que probablemente data del período persa; una tercera sugerencia, y la más popular, es que era una forma de la Torá, que ya estaba claramente asociada con Moisés y contenía elementos tanto deuteronómicos como sacerdotales; y el cuarto punto de vista es que el libro de la Ley de Ezra está perdido para nosotros y no se puede recuperar.